# 송채환의 첫사랑
《송채환의 첫사랑》은 평일 밤 8시 6분부터 10시까지 방송 했던 TBS FM의 라디오 음악 프로그램이다. 2012년 3월 23일 자로 4개월만에 폐지되었다.

## 진행자
- 송채환

## 코너 소개

### 매일 코너
- 사연과 신청곡

## 같이 보기
- TBS FM